# Contea di Macedon Ranges
La contea di Macedon Ranges è una local government area che si trova nello Stato di Victoria. Si estende su una superficie di 1.747 chilometri quadrati e ha una popolazione di 41.860 abitanti. La sede del consiglio si trova a Kyneton.